# Parc Victor-Thuillat
Le parc Victor-Thuillat est un parc de la ville de Limoges, situé entre le quartier Montjovis, le quartier du Mas Loubier et le quartier du Vigenal, au nord du centre-ville. 

## Historique
Le parc a été créé à la fin du XIXe siècle par M. Fizot-Lavergne, sur le terrain de son exploitation agricole, et la rivière anglaise est élaborée à partir d'une source existante. Il ajouta à la pièce d'eau, aux aubépines et à l'if alors centenaire de nombreuses espèces originales, tel le cèdre et le séquoia. Le site, occupé en 1940 par des baraquements pour réfugiés, puis abandonné, est racheté par la ville de Limoges en 1962 qui procède également à quelques rachats de terrains annexes. Le parc est réaménagé en 1967 à partir des propositions de René Blanchot, et de nouveau en 1997.

## Caractéristiques
Couvrant 3,5 hectares, il est l'un des principaux espaces verts de la ville et est considéré comme étant un des plus remarquables du point de vue de la richesse botanique, avec 750 espèces de plantes vivaces différentes et 242 arbres répartis en 62 espèces, dont un cyprès chauve de Louisiane.
Il possède une rivière anglaise et de grands arbres, un espace de jeux pour enfants et un boulodrome.